# The Human Voice (2020)

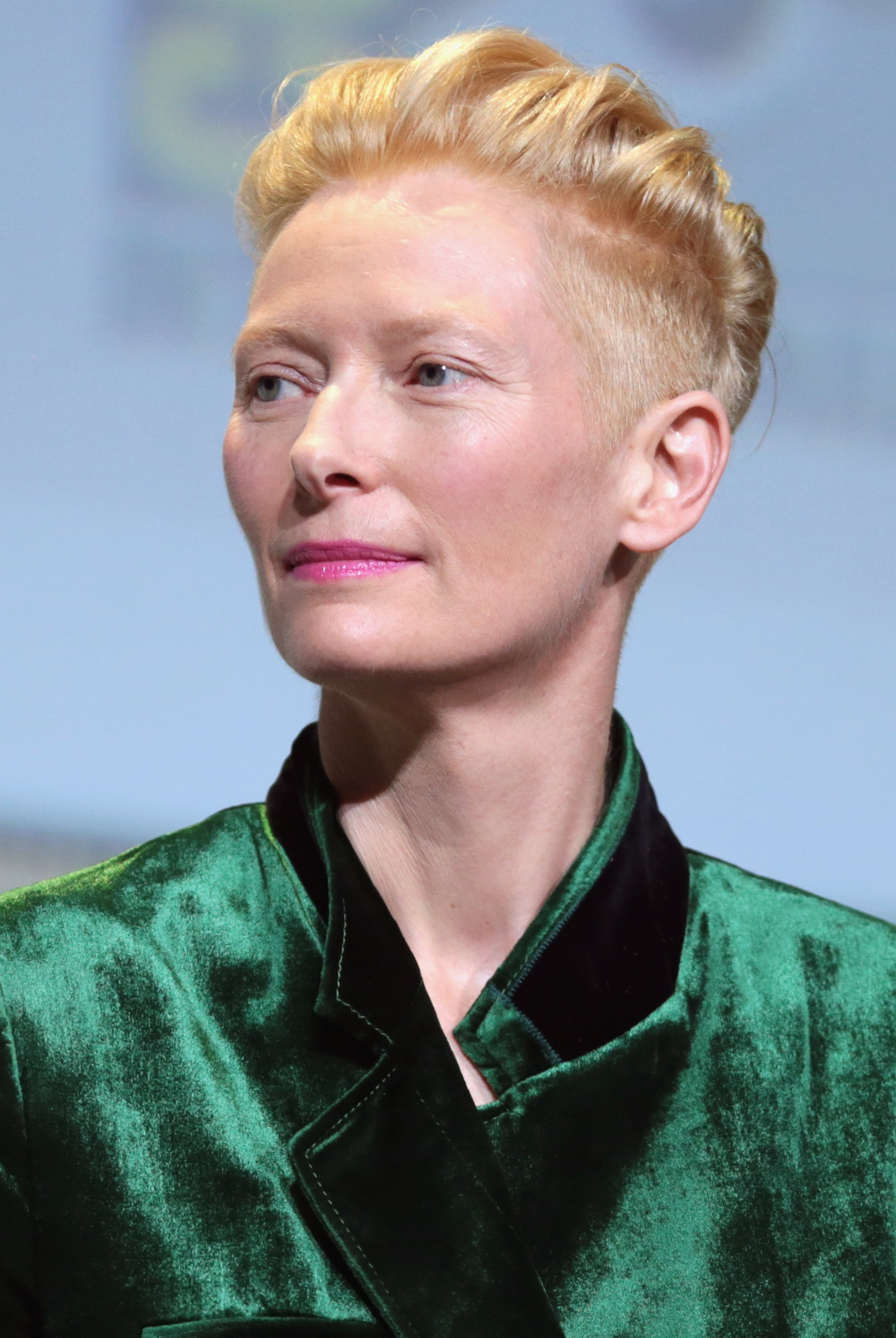
Hauptdarstellerin Tilda Swinton

The Human Voice  (spanisch La voz humana) ist ein spanisch-amerikanischer Kurzfilm des Regisseurs Pedro Almodóvar aus dem Jahr 2020. Er basiert auf dem Theaterstück La voix humaine von Jean Cocteau. Tilda Swinton spielt die Hauptrolle.  Es ist Almodóvars erster Film in englischer Sprache.

## Produktion
Jean Cocteaus Theaterstück „La voix humaine“ beschäftigte Almodóvar schon seit über 30 Jahren. Im ersten Lockdown 2020 erstellte er eine spanischsprachige Adaption und ließ sie ins Englische übersetzen.  Er schickte  Tilda Swinton das Skript  und fragte sie, ob sie sich vorstellen könne, die Hauptrolle zu spielen. Im Februar 2020 wurde bekannt gegeben, dass Tilda Swinton die Rolle übernimmt. Die Dreharbeiten sollten im April 2020 beginnen, verzögerten sich jedoch aufgrund der COVID-19-Pandemie. und begannen schließlich am 16. Juli 2020.  Am 27. Juli 2020 wurde die Produktion durch El Deseo, die  Produktionsfirma von Pedro Almodóvar und seinem Bruder Agustín Almodóvar, abgeschlossen.

## Veröffentlichung
Der Film hatte seine Weltpremiere bei den Filmfestspielen von Venedig am 3. September 2020. Kurz darauf erwarb Sony Pictures Classics die amerikanischen Vertriebsrechte an dem Film. Er wurde auch beim New York Film Festival am 24. September 2020 und beim London Film Festival am 17. Oktober 2020 aufgeführt.  Am 21. Oktober 2020 wurde der Film in Spanien von Wanda Films und Avalon veröffentlicht. Pathé erwarb die britischen Rechte an dem Kurzfilm und veröffentlichte ihn am 19. Mai 2021. In Deutschland kam der Film am 14. November 2021 in die Kinos und wird durch den Studiocanal verliehen.

## Handlung
Eine Frau (Tilda Swinton) wartet vergebens auf die Rückkehr ihres Geliebten. Er hat sie verlassen und nur sein Gepäck und seinen Hund, der sein Herrchen schmerzlich vermisst, zurückgelassen. Es folgen drei Tage des Wartens. Ihre Stimmung schwankt zwischen Hilflosigkeit und Verzweiflung. Als ihr Ex-Geliebter sich endlich meldet, klären sich die Dinge keineswegs.
Pedro Almodóvar sagte über seinen Film „The Human Voice ist eine moralische Lektion über das Begehren, auch wenn die Protagonistin hier am Rande des Abgrundes steht. Wer sich auf die Abenteuer des Lebens und Liebens einlässt, setzt sich zwangsläufig diesem Risiko aus. Der Schmerz ist in ihrem Monolog ständig spürbar. Es bleibt die Orientierungslosigkeit und die Verzweiflung zweier verlassener Lebewesen.“

## Kritik
Auf der Website Rotten Tomatoes sind 97 % der Bewertungen von 64 Kritiken positiv, mit einer durchschnittlichen Bewertung von 8,10/10. Peter Bradshaw von The Guardian gab dem Film vier von fünf Sternen.